# Kupa na Sŭvet·skata armiya 1968-1969
La Coppa dell'Esercito sovietico 1968-1969 è stata la 24ª edizione di questo trofeo, e la 29ª in generale di una coppa nazionale bulgara di calcio, terminata il 30 aprile 1969.  Il CSKA Sofia ha vinto il trofeo per la sesta volta.

## Primo turno
| Squadra 1              | Totale          | Squadra 2         | Andata | Ritorno |
| ---------------------- | --------------- | ----------------- | ------ | ------- |
| Ludogorec              | 1 – 5           | Marek Dupnica     | 1 - 1  | 0 - 4   |
| Sliven                 | 4 – 4 (7-8 dtr) | CSKA Sofia        | 1 - 0  | 3 - 4   |
| Lokomotiv Burgas       | 2 – 2 (6-7 dtr) | Dobrudža          | 1 - 0  | 1 - 2   |
| Montana                | 1 – 2           | Spartak Pleven    | 1 - 0  | 0 - 2   |
| Jantra Gabrovo         | 1 – 6           | Dunav Ruse        | 1 - 1  | 0 - 5   |
| Spartak Sofia          | 13 – 4          | Kremikovtsi       | 7 - 0  | 6 - 4   |
| Liteks Loveč           | 5 – 10          | Minjor Pernik     | 2 - 2  | 3 - 8   |
| Vatev Beloslav         | 2 – 7           | Lokomotiv Sofia   | 2 - 1  | 0 - 6   |
| FK Etăr                | 2 – 6           | Černo More Varna  | 1 - 3  | 1 - 3   |
| Haskovo                | 2 – 5           | Lokomotiv Plovdiv | 2 - 2  | 0 - 3   |
| Bdin                   | 4 – 9           | Botev Vraca       | 2 - 4  | 2 - 5   |
| Pirin Blagoevgrad      | 1 – 9           | Marek Dupnica     | 1 - 4  | 0 - 5   |
| Tundzha Yambol         | 4 – 6           | Beroe             | 2 - 1  | 2 - 5   |
| Svoboda Peshtera       | 2 – 19          | CSKA Sofia        | 0 - 15 | 2 - 4   |
| Lokomotiv Stara Zagora | 1 – 5           | Botev Plovdiv     | 1 - 3  | 0 - 2   |
| Šumen                  | 1 – 6           | Slavia Sofia      | 1 - 3  | 0 - 3   |

## Fase a gironi
Prima di disputare questa fase a gironi il Levski Sofia e lo Spartak Sofia si sono fusi in un unico club chiamato Levski-Spartak Sofia.

### Gruppo 1
| Squadra              | Pt | G | V | N | P | GF | GS | DG |
| -------------------- | -- | - | - | - | - | -- | -- | -- |
| CSKA Sofia           | 3  | 3 | 1 | 1 | 1 | 3  | 2  | +1 |
| Beroe                | 3  | 3 | 1 | 1 | 1 | 2  | 2  | 0  |
| FK Černomorec Burgas | 3  | 3 | 1 | 1 | 1 | 1  | 1  | 0  |
| Marek Dupnica        | 3  | 0 | 1 | 1 | 1 | 3  | 4  | -1 |

| Squadra 1            | Risultato   | Squadra 2            |
| 1ª giornata          | 1ª giornata | 1ª giornata          |
| -------------------- | ----------- | -------------------- |
| CSKA Sofia           | 3 - 1       | Marek Dupnica        |
| Beroe                | 1 - 0       | FK Černomorec Burgas |
| 2ª giornata          |             |                      |
| FK Černomorec Burgas | 1 - 0       | CSKA Sofia           |
| Marek Dupnica        | 2 - 1       | Beroe                |
| 3ª giornata          |             |                      |
| CSKA Sofia           | 0 - 0       | Beroe                |
| FK Černomorec Burgas | 0 - 0       | Marek Dupnica        |

### Gruppo 2
| Squadra              | Pt | G | V | N | P | GF | GS | DG |
| -------------------- | -- | - | - | - | - | -- | -- | -- |
| Levski-Spartak Sofia | 5  | 3 | 2 | 1 | 0 | 7  | 4  | +3 |
| Dunav Ruse           | 4  | 3 | 2 | 0 | 1 | 4  | 4  | 0  |
| Akademik Sofia       | 2  | 3 | 1 | 0 | 2 | 7  | 6  | +1 |
| Botev Vraca          | 1  | 3 | 0 | 1 | 2 | 2  | 6  | -4 |

| Squadra 1            | Risultato   | Squadra 2      |
| 1ª giornata          | 1ª giornata | 1ª giornata    |
| -------------------- | ----------- | -------------- |
| Levski-Spartak Sofia | 1 - 1       | Botev Vraca    |
| Dunav Ruse           | 2 - 1       | Akademik Sofia |
| 2ª giornata          |             |                |
| Levski-Spartak Sofia | 3 - 1       | Dunav Ruse     |
| Akademik Sofia       | 4 - 1       | Botev Vraca    |
| 3ª giornata          |             |                |
| Levski-Spartak Sofia | 3 - 2       | Akademik Sofia |
| Dunav Ruse           | 1 - 0       | Botev Vraca    |

### Gruppo 3
| Squadra           | Pt | G | V | N | P | GF | GS | DG |
| ----------------- | -- | - | - | - | - | -- | -- | -- |
| Lokomotiv Plovdiv | 4  | 2 | 2 | 0 | 0 | 4  | 0  | +4 |
| Spartak Pleven    | 2  | 2 | 1 | 0 | 1 | 1  | 2  | -1 |
| Dobrudža          | 0  | 2 | 0 | 0 | 2 | 0  | 3  | -3 |

| Squadra 1         | Risultato   | Squadra 2      |
| 1ª giornata       | 1ª giornata | 1ª giornata    |
| ----------------- | ----------- | -------------- |
| Lokomotiv Plovdiv | 2 - 0       | Spartak Pleven |
| 2ª giornata       |             |                |
| Lokomotiv Plovdiv | 2 - 0       | Dobrudža       |
| 3ª giornata       |             |                |
| Spartak Pleven    | 1 - 0       | Dobrudža       |

### Gruppo 4
| Squadra          | Pt | G | V | N | P | GF | GS | DG |
| ---------------- | -- | - | - | - | - | -- | -- | -- |
| Botev Plovdiv    | 6  | 3 | 3 | 0 | 0 | 6  | 1  | +5 |
| Slavia Sofia     | 3  | 3 | 1 | 1 | 1 | 6  | 3  | +3 |
| Minjor Pernik    | 3  | 3 | 1 | 1 | 1 | 3  | 3  | 0  |
| Černo More Varna | 0  | 3 | 0 | 0 | 3 | 1  | 9  | -8 |

| Squadra 1     | Risultato   | Squadra 2        |
| 1ª giornata   | 1ª giornata | 1ª giornata      |
| ------------- | ----------- | ---------------- |
| Botev Plovdiv | 2 - 1       | Slavia Sofia     |
| Minjor Pernik | 2 - 1       | Černo More Varna |
| 2ª giornata   |             |                  |
| Botev Plovdiv | 3 - 0       | Černo More Varna |
| Minjor Pernik | 1 - 1       | Slavia Sofia     |
| 3ª giornata   |             |                  |
| Botev Plovdiv | 1 - 0       | Minjor Pernik    |
| Slavia Sofia  | 4 - 0       | Černo More Varna |

## Semifinali
| Squadra 1            | Risultato | Squadra 2         |
| -------------------- | --------- | ----------------- |
| CSKA Sofia           | 1 – 0     | Lokomotiv Plovdiv |
| Levski-Spartak Sofia | 3 – 1     | Botev Plovdiv     |

## Finale
| Arbitro: | Todor Gerov |

|                         |           |            |
| Marašliev 50’ Žekov 86’ | Marcatori | 20’ Mitkov |